# Pietro Fauno
Pietro Fauno, indicato talvolta come Pietro Fausto, (Costacciaro, 22 aprile 1524 – Vigevano, 9 settembre 1592), è stato un vescovo cattolico italiano.

## Biografia
Pietro Fauno, nacque in terra di Perugia, a Costacciaro, da una famiglia nobile. Ancora giovane, studiò lettere e legge all'Università di Bologna, divenendo pretore presso le città di Urbino e Pesaro ed infine a Città di Castello.
Intrapresa la carriera sacerdotale, nel 1558 fu nominato vescovo di Acqui, cattedra episcopale che gli venne lasciata da suo zio Bonaventura che già occupava questa sede prima di lui. Qui si sa che si prodigò per la fondazione del primo seminario della città (1566), occupandosi nel contempo della ristrutturazione del palazzo vescovile. Sempre durante la sua esperienza pastorale ad Acqui, intraprese due visite pastorali nella sua diocesi di cui una nel 1574 a Olmo e Vesime ed una del 1576 a Cassine.
Furono questi gli anni in cui, tra l'altro, tenne un fitto carteggio con san Carlo Borromeo, arcivescovo di Milano, per tenerlo aggiornato sulle condizioni della diocesi piemontese, allora suffraganea di Milano, la quale versava sempre più in cattive acque ed abbisognava della presenza forte di un riformatore come il santo milanese. Lasciò la cattedra episcopale di Acqui nel 1585, dietro promessa di una sede episcopale di maggior prestigio, rimanendo impiegato comunque a favore della diocesi.
Il 2 maggio 1589 venne nominato vescovo di Vigevano, ove rimase sino alla propria morte, il 9 settembre 1592.